# Bathythrix speculator
Bathythrix speculator är en stekelart som först beskrevs av André Seyrig 1935.  Bathythrix speculator ingår i släktet Bathythrix och familjen brokparasitsteklar. Inga underarter finns listade.